# Giulio Douhet
El general Giulio Douhet (Caserta, 30 de maig de 1869 - Roma, 15 de febrer de 1930) fou un militar italià teòric de la guerra aèria.